# Карлін Глінн
Карлін Елізабет Глінн (англ. Carlin Elizabeth Glynn; 19 лютого 1940, Клівленд, Огайо — 13 липня 2023, Нью-Йорк) — американська співачка та акторка. Мати Мері Стюарт Мастерсон.

## Життєпис
Народилася 19 лютого 1940 року у Клівленді, штат Огайо.
У 1977—1982 роках виконувала роль міс Мони Стенглі в мюзиклі «Найкращий маленький бордель в Техасі», яка принесла їй премію Театральний світ (1978), премію Тоні найкращій акторці другого плану у мюзиклі (1979), премію Лоуренса Олів'є найкращій акторці у мюзиклі (1981), а також номінацію на премію Драма Деск найкращій акторці у мюзиклі (1978).
1975 року дебютувала в кіно з невеликою роллю у шпигунському трилері Сідні Поллака «Три дні Кондора» з Робертом Редфордом і Фей Данавей у головних ролях. Пізніше у неї були ролі в романтичних комедіях Майкла Ептеда «Континентальний вододіл» (1981) та Джона Г'юза «Шістнадцять свічок» (1984). 1985 року зіграла у фільмі «Поїздка в Баунтіфул» з Джеральдін Пейдж. 1987 року з'явилася в антивоєнній драмі Копполи «Сади каменів». 1989 року знялася у вестерні «Червоний, як кров» з Еріком Робертсом і Джанкарло Джанніні. 1991 року виконала роль Леді Бьорд Джонсон у мінісеріалі «Жінка на ім'я Джекі», заснованому на біографії Жаклін Кеннеді-Онассіс.
Із 1960 року перебувала у шлюбі з режисером і актором Пітером Мастерсоном. У подружжя народилися троє дітей — Александра Мастерсон (1963, акторка), Мері Стюарт Мастерсон (1966, акторка) та Пітер Мастерсон-молодший (кінооператор). Шлюб тривав до смерті чоловіка 18 грудня 2018 року у 84-річному віці.
Карлін Глінн померла 13 липня 2023 року в себе вдома у штаті Нью-Йорк в 83-річному віці.

## Фільмографія
| Рік  |    | Українська назва                 | Оригінальна назва            | Роль                 |
| ---- | -- | -------------------------------- | ---------------------------- | -------------------- |
| 1975 | ф  | Три дні Кондора                  | Three Days of the Condor     | Мей Барбер           |
| 1980 | ф  | Воскресіння                      | Resurrection                 | Сьюзі Кролл          |
| 1981 | ф  | Континентальний вододіл          | Continental Divide           | Сільвія Макдермотт   |
| 1982 | ф  | Майстер втеч                     | The Escape Artist            | секретарка скарбника |
| 1983 | кф | Джонні Гараж                     | Johnny Garage                | Гаррієт              |
| 1984 | ф  | Шістнадцять свічок               | Sixteen Candles              | Бренда Бейкер        |
| 1985 | ф  | Поїздка в Баунтіфул              | The Trip to Bountiful        | Джессі Мей           |
| 1987 | ф  | Сади каменів                     | Gardens of Stone             | місіс Фелд           |
| 1987 | с  | Містер Президент                 | Mr. President                | Мег Треш             |
| 1989 | кф | Гора Койот                       | Coyote Mountain              | мати                 |
| 1989 | ф  | Нічна гра                        | Night Game                   | Альма                |
| 1989 | ф  | Червоний, як кров                | Blood Red                    | міс Джеффріс         |
| 1991 | с  | Жінка на ім'я Джекі              | A Woman Named Jackie         | Леді Бьорд Джонсон   |
| 1991 | ф  | В'язні                           | Convicts                     | Аса                  |
| 1992 | тф | День-О                           | Day-O                        | Маргарет ДеДжорджіо  |
| 1994 | ф  | Благословення                    | Blessing                     | Арлін                |
| 1996 | с  | Дивне везіння                    | Strange Luck                 | Мерілін Гарпер       |
| 1999 | ф  | Джуді Берлін                     | Judy Berlin                  | Медді                |
| 2002 | ф  | Випадкова зустріч                | West of Here                 | Саллі Блеквелл       |
| 2003 | ф  | Загублений перехід               | Lost Junction                | офіціантка           |
| 2005 | ф  | Реабілітований                   | The Exonerated               | суддя                |
| 2005 | ф  | Школа віскі                      | Whiskey School               | Памела Еванс         |
| 2006 | с  | Закон і порядок: Злочинні наміри | Law & Order: Criminal Intent | Елла Квін            |